# Heinrich Kiliani
Heinrich Kiliani (Würzburg, 1855 – Friburgo in Brisgovia, 1945) è stato un chimico tedesco.
Allievo di Emil Erlenmeyer, fu docente all'ateneo di Friburgo in Brisgovia. Lo ricordiamo per pregevoli lavori di chimica organica e soprattutto perché fu co-scopritore, con Emil Fischer della cosiddetta sintesi di Kiliani-Fischer, utilizzata nella sintesi di monosaccaridi.